# Hugo Sällström
Rikard Hugo Sällström (ur. 15 grudnia 1870 w Sztokholmie, zm. 19 lutego 1951 tamże) – szwedzki żeglarz, olimpijczyk, zdobywca srebrnego medalu w regatach na Letnich Igrzyskach Olimpijskich w 1912 w Sztokholmie.
Na Letnich Igrzyskach Olimpijskich 1912 zdobył srebro w żeglarskiej klasie 12 metrów. Załogę jachtu Erna Signe tworzyli również Nils Persson, Erik Lindqvist, Nils Lamby, Sigurd Kander, Folke Johnson, Hugo Clason, Kurt Bergström, Dick Bergström i Per Bergman.